# Ialyssus
Ialyssus is een kevergeslacht uit de familie van de boktorren (Cerambycidae). De wetenschappelijke naam van het geslacht werd voor het eerst geldig gepubliceerd in 1864 door Thomson.

## Soorten
Ialyssus is monotypisch en omvat slechts de volgende soort:
- Ialyssus tuberculatus (Olivier, 1795)